# Condado de Wayne (Carolina del Norte)
El condado de Wayne (en inglés: Wayne County, North Carolina), fundado en 1779, es uno de los 100 condados del estado estadounidense de Carolina del Norte. En el año 2000 tenía una población de 113 329 habitantes con una densidad poblacional de 79 personas por km². La sede del condado es Goldsboro.

## Geografía
Según la Oficina del Censo, el condado tiene un área total de 1443 km² (557,1 mi²), de la cual 1432 km² (552,9 mi²) es tierra y 10 km² (3,9 mi²) es agua.

### Municipios
El condado se divide en doce municipios: Municipio de Brogden, Municipio de Buck Swamp, Municipio de Fork, Municipio de Goldsboro, Municipio de Grantham, Municipio de Great Swamp, Municipio de Indian Springs, Municipio de Nahunta, Municipio de New Hope, Municipio de Pikeville, Municipio de Saulston y Municipio de Stoney Creek.

### Condados adyacentes
- Condado de Wilson norte
- Condado de Greene este-noreste
- Condado de Lenoir este-sureste
- Condado de Duplin sur
- Condado de Sampson suroeste
- Condado de Johnston oeste

## Demografía
En el 2000 la renta per cápita promedia del condado era de $33 942, y el ingreso promedio para una familia era de $40 492. El ingreso per cápita para el condado era de $17 010. En 2000 los hombres tenían un ingreso per cápita de $28 396 contra $21 854 para las mujeres. Alrededor del 13,80% de la población estaba bajo el umbral de pobreza nacional.

## Lugares

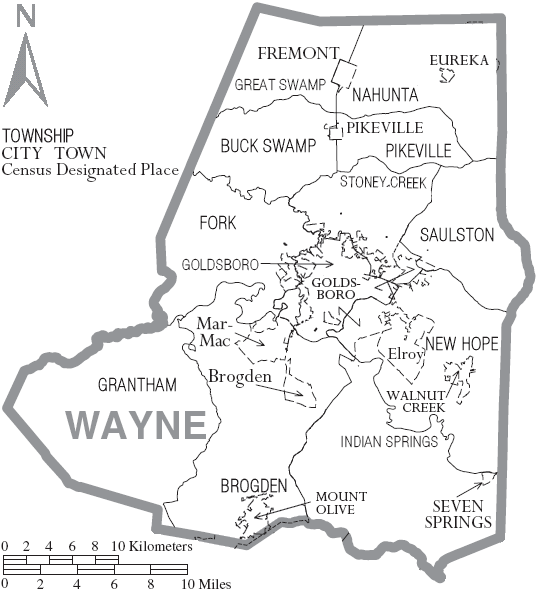
Mapa del Condado de Wayne en Carolina del Norte con sus municipios

### Ciudades y pueblos
- Brogden
- Dudley
- Elroy
- Eureka
- Fremont
- Goldsboro
- Mar-Mac
- Mount Olive
- Pikeville
- Seven Springs
- Walnut Creek
- Grantham